# John W. Foster
John W. Foster (n. 2 martie 1836 - d. 15 noiembrie 1917) a fost un politician american, Secretar de Stat al Statelor Unite între 1892 și 1893.